# Марков, Александр Иванович
Александр Иванович Марков (1781 — 1844), русский командир эпохи наполеоновских войн, генерал-майор Русской императорской армии.

## Биография
Из дворян. Образование получил во 2-м кадетском корпусе, из которого в 1800 году был выпущен на службу подпоручиком во 2-й артиллерийский полк.
В 1805 году он был под Аустерлицем, а в 1806—1807 годах сражался при Голымине, Пултуске, Янкове, Гофе, Ландсберге, Прейсиш-Эйлау (ранен), под Гуттштадтом, Гейльсбергом и Фридландом.
О решительности, проявленной Марковым уже в эту раннюю пору своей службы, свидетельствует следующий факт, сообщаемый А. П. Ермоловым в своих «Записках». В сражении при деревне Гоф 25 января 1807 года наши войска были расположены столь неудачно, что французы при первых же атаках на нашу кавалерию опрокинули её на пехоту и артиллерию. Одна из батарей была захвачена ими мгновенно. «Начальник другой батареи — рассказывает Ермолов, — поручик Марков, рассыпав картечью подавляющий его Ольвиопольский гусарский полк, остановил неприятеля, его преследующего, и обратил с уроном».
Произведенный в 1811 году в капитаны, Марков в 1812 году сформировал конную № 23 роту 1-й запасной артиллерийской бригады  и, войдя с нею в состав корпуса П. Х. Витгенштейна, принял участие в делах этого корпуса с французами: при взятии Полоцка (орден святого Владимира 4 степени), на реке Березине (орден святой Анны 2 степени) и у Либавы (золотая сабля).
В кампании 1813 года подполковник Марков участвует со своей ротой в осаде Данцига, Шпандау и Магдебурга, в боях при Галле (чин полковника), Лютцене (прусский орден «За заслуги» с лаврами), Бауцене (орден святого Георгия 4 степени), Дрездене (орден святой Анны 2 степени с алмазами) и при Лейпциге, где его рота вместе с лейб-казаками конвоя императора Александра I в критическую минуту боя 4 октября остановила атаку французской кавалерии на наш центр и избавила от опасности императора Александра и короля прусского, находившихся на атакованном пункте (вторично алмазные знаки к ордену святой Анны 2 степени и прусский орден Красного Орла 2 степени).
В кампании 1814 года Марков участвовал со своей ротой в сражениях при Бриен-ле-Шато, Васси, Ножане и при штурме крепости Фальсбург. 5 февраля 47-тысячная французская армия, имея во главе своей самого Наполеона, атаковала при Мормане 4-тысячный русский отряд П. П. Палена; в происшедшем жестоком бою рота Маркова потеряла 11 офицеров, 101 нижних чина и 125 лошадей. Явившись к главнокомандующему М. Б. Барклаю-де-Толли с докладом о гибели своей роты, Марков был встречен словами: «Я знаю, как вы потеряли орудия. Пусть бы все неприятелю попавшиеся доставались ему не иначе… Не унывайте; поезжайте за Рейн в резерв и там формируйте себе новую роту». Марков, однако, умолял главнокомандующего позволить ему остаться в авангарде. «Что же ты там будешь делать без пушек, без людей, без лошадей?» — спросил удивленный Барклай. — «Пушек вскоре мы наберем от французов, — отвечал Марков, — людей же и лошадей вы пожалуете, какие попадутся». Фельдмаршал разрешил, — и уже через 10 дней после погрома у Мормана, то есть 15 февраля, Марков участвует с воскрешенною им ротою в сражении при Бар-сюр-Об и за отличие в нём получает чин генерал-майора.
Под Фер-Шампенуазом (13 марта) с ротою Маркова повторилось то, что было под Лейпцигом. Французы повели атаку на Фер-Шампенуаз, где находились в это время император Александр I и король прусский, и им обоим опять грозила опасность. Увидав проходившую мимо роту Маркова, государь приказал ей открыть огонь. Марков, зарядив свои орудия картечью сверх ядер и гранат и выждав, пока неприятель подошёл на ближайший картечный выстрел, открыл огонь и заставил французов отступить. За это дело Марков был награждён австрийским орденом Леопольда и Баденским крестом, а офицерам роты был пожалованы петлицы на мундиры. За Фер-Шампенуазом последовало взятие Парижа, за отличие Марков был награждён орденом святой Анны 1 степени.
По окончании войн с Наполеоном Марков был назначен начальником артиллерии 1 пехотного корпуса (1817 год), а затем командовал 1-й артиллерийской дивизией.
В 1826 году он был отрешен от командования ею, предан суду «за злоупотребления власти над подчиненными и другие противозаконные поступки» и по Высшей конфирмации 25 октября 1828 года отставлен от службы.
Александр Иванович Марков умер в 1844 году.